# Ysabel (A-06)
El Ysabel (A-06) es un buque de transporte logístico de tipo Ro-Ro del Ejército de Tierra operado por la Armada Española. Fue adquirido de segunda mano a finales de 2020 a la naviera Suardiaz, que lo construyó en 2003 con el nombre de Galicia, para sustituir a los logísticos  El Camino Español (A-05) y  Martín Posadillo (A-04) dados de baja en 2019 y 2020 respectivamente.

## Historial

### Suardiaz (2003-2020)

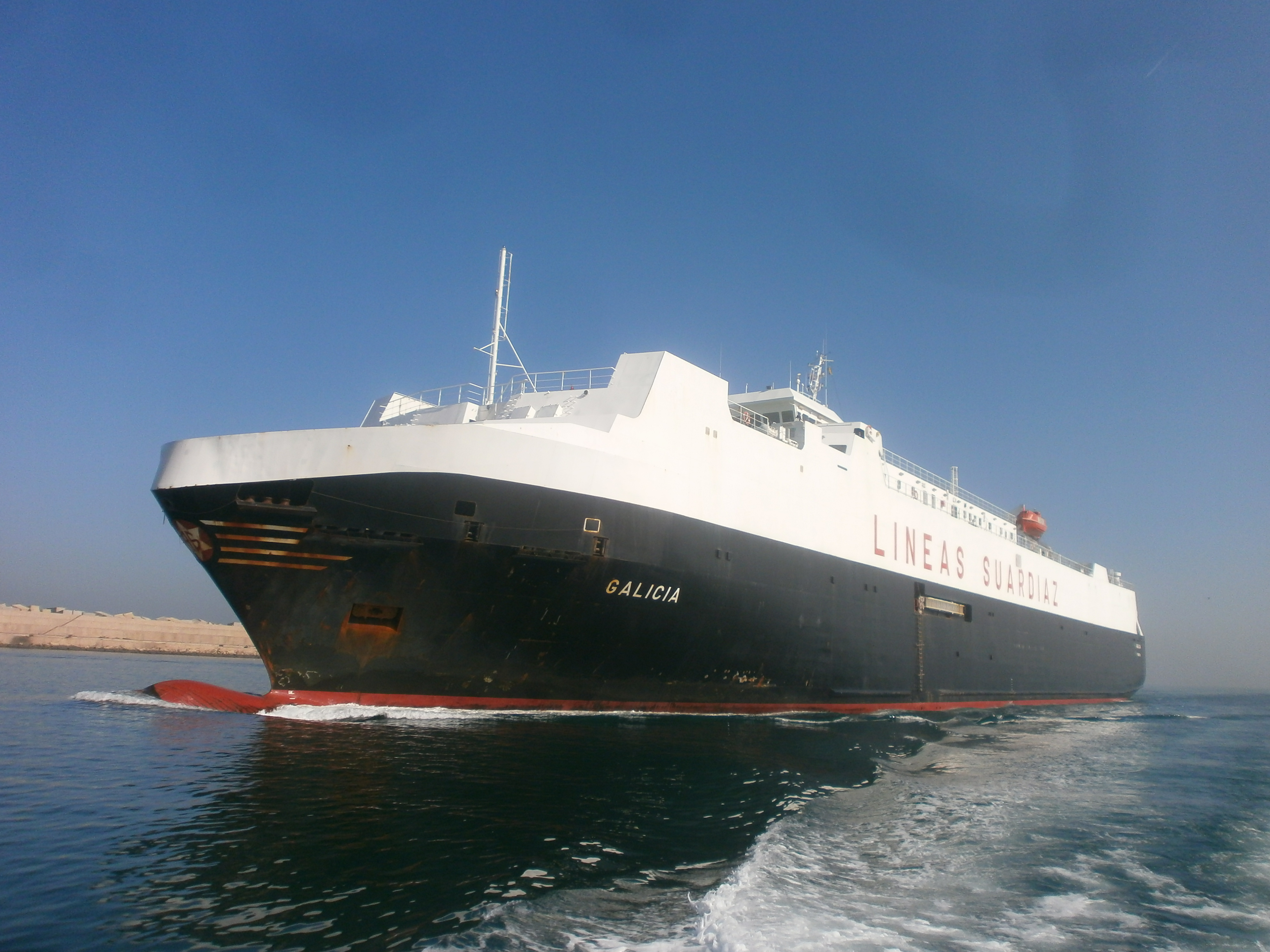
El Galicia en 2017.

El Galicia fue encargado por la naviera Suardiaz a los astilleros Hijos de J. Barreras de Vigo destinado al transporte de vehículos en la autopista del mar desde el Puerto de Vigo a Saint-Nazaire y desde 2017 a Tánger bajo bandera portuguesa. Es el último de una serie de siete buques encargados por la naviera, cuyo cabeza de serie es el L’Audace, que entró en servicio en 1999. En octubre de 2019 el Galicia sufrió un incendio en un motor auxiliar que lo dejó sin propulsión frente a las bateas de Cangas de Morrazo, debiendo ser rescatado por dos remolcadores.

### Armada Española (2021-presente)
A finales de 2020, el Ministerio de Defensa adquirió el buque por 7,5 millones de euros para cubrir los desplazamiento de tropas y vehículos desde la península a Ceuta, Melilla y los archipiélagos Canario y Balear, así como para despliegues internacionales del Ejército de Tierra. Inicialmente se planeó una reforma integral, pero ante la falta de presupuesto, se le sometió únicamente a un lavado de cara en las instalaciones de MetalShips & Docks de Vigo, que incluía la eliminición de una de sus cubiertas para automóviles, para adecuar el buque a los vehículos militares.
El 17 de mayo de 2021 se publicó resolución en el Boletín Oficial de Defensa (BOD) por la cual se le asignó el nombre Ysabel y el numeral A-06. El buque fue entregado a la Armada y causó alta en la Lista Oficial de Buques de la Armada (LOBA) en Cartagena el 2 de junio de 2021.
El 1 de febrero de 2022 inició su vida operativa al servicio de la logística del Ejército de tierra y operado por la Armada zarpando del puerto de Cartagena.